# 我らこの国を愛す
「我らこの国を愛す」（われらこのくにをあいす）または「そうだ！我らはこの国を愛す」（そうだ われらはこのくにをあいす、Ja, vi elsker dette landet）は、ノルウェーの国歌である。
作詞はビョルンスティエルネ・ビョルンソン、作曲はその従兄弟のリカルド・ノルドロークによる。
通常は1番、7番、8番が演奏される。

## 外部サイト
- ノルウェー国歌